# Список подводных лодок ВМС Югославии

В данной статье приведён список подводных лодок, которые были в составе Королевских военно-морских сил Югославии (1928—1941), Военно-морских сил Народно-освободительной армии Югославии (1941—1945), Военно-морских сил СФРЮ (1945—1991) и Военно-морских силы СР Югославии (1991—1998).

## Список
| Тактический номер               | Изображение                   | Наименование                  | В составе флота               | Выведена из состава флота     | Состояние                                                              | Примечания                     |
| подводные лодки типа «Храбри»   | подводные лодки типа «Храбри» | подводные лодки типа «Храбри» | подводные лодки типа «Храбри» | подводные лодки типа «Храбри» | подводные лодки типа «Храбри»                                          |                                |
| ------------------------------- | ----------------------------- | ----------------------------- | ----------------------------- | ----------------------------- | ---------------------------------------------------------------------- | ------------------------------ |
| 1                               |                               | «Храбри»                      | с 1928 года                   | 1941 год                      | реквизирована итальянскими оккупационной властями, разобрана на металл |                                |
| 801                             |                               | «Тара»                        | с 1928 года                   | 1956 год                      | разобрана на металл                                                    | бывшая «Небойша» (2) «Небоjша» |
| Подводные лодки типа «Осветник» |                               |                               |                               |                               |                                                                        |                                |
| 3                               |                               | «Смели»                       | с 1929 года                   | 1941 год                      | реквизирована итальянскими оккупационной властями                      | вошла в состав ВМФ Италии      |
| 4                               |                               | «Осветник»                    | с 1929 года                   | 1941 год                      | реквизирована итальянскими оккупационной властями                      | вошла в состав ВМФ Италии      |
| Подводные лодки типа «Тритоне»  |                               |                               |                               |                               |                                                                        |                                |
| 802                             |                               | «Сава»                        | с 1953 года                   | 1968 год                      | разобрана на металл                                                    | бывшая «Наутилё» «Nautilo»     |
| Подводные лодки типа CB         |                               |                               |                               |                               |                                                                        |                                |
| 901                             |                               | «Малишан»                     | с 1948 года                   | 1957 год                      | экспонат Технического музея в Загребе                                  | бывшая CB-20                   |
| Подводные лодки типа «Сутеска»  |                               |                               |                               |                               |                                                                        |                                |
| 811                             |                               | «Неретва»                     | с 1960 года                   | 1980 год                      | разобрана на металл                                                    |                                |
| 812                             |                               | «Сутьеска» «Сутjеска»         | с 1961 года                   | 1982 год                      | разобрана на металл                                                    |                                |
| Подводные лодки типа «Херой»    |                               |                               |                               |                               |                                                                        |                                |
| 821                             |                               | «Херой» «Хероj»               | с 1968 года                   | 1991 год                      | экспонат морского музея в Тивате                                       |                                |
| 822                             |                               | «Юнак» «Jунак»                | с 1969 года                   | 1993 год                      | разобрана на металл                                                    |                                |
| 823                             |                               | «Ускок»                       | с 1970 года                   | 1999 год                      | разобрана на металл                                                    |                                |
| Подводные лодки типа «Сава»     |                               |                               |                               |                               |                                                                        |                                |
| 831                             |                               | «Сава»                        | с 1978 года                   | 2002 год                      | сдана на слом                                                          | ожидается разборка на металл   |
| 832                             |                               | «Драва»                       | с 1980 года                   | 1991 год                      | разобрана на металл                                                    |                                |
| Подводные лодки типа «Уна»      |                               |                               |                               |                               |                                                                        |                                |
| 911                             |                               | «Тиса»                        | с 1983 года                   | 1993 год                      | экспонат морского музея в Тивате                                       |                                |
| 912                             |                               | «Уна»                         | с 1984 года                   | 1993 год                      | передана союзу «Подводник» в Пуле                                      | дальнейшая судьба не ясна      |
| 913                             |                               | «Зета»                        | с 1985 года                   | 2003 год                      | передана Словении экспонат Военного музея в Пивке                      |                                |
| 914                             |                               | «Соча»                        | с 1986 года                   | 1991 год                      | вошла в состав ВМФ Хорватии                                            | выставлена на продажу          |
| 915                             |                               | «Купа»                        | с 1987 года                   | 1994 год                      | разобрана на металл                                                    |                                |
| 916                             |                               | «Вардар»                      | с 1988 года                   | 1998 год                      | передана союзу «Подводник» в Белграде                                  | дальнейшая судьба неясна       |